# Pannotia
Pannotia  var et superkontinent, der antages at have eksisteret for mellem 600 og 540 millioner år siden. Herefter blev superkontinentet opdelt i fire kontinenter: Gondwana, Sibirien, Baltika og Laurentia. Efter at disse fire kontinenter havde været for sig selv i en periode på et par hundrede millioner år, blev de atter knyttet sammen i et nyt superkontinent, med navnet Pangæa.